# Ramsey Lewis
Ramsey Emmanuel Lewis (Chicago, 27 mei 1935 – aldaar, 12 september 2022) was een Amerikaanse jazzpianist en toetsenist.

## Biografie
Lewis kreeg vanaf 4-jarige leeftijd klassieke pianoles. Op 15-jarige leeftijd was hij lid van de zevenkoppige jazzband The Cleffs, waaruit zich later het Ramsey Lewis Trio afsplitste met Eldee Young (bas) en Isaac Redd Holt (drums). Hun eerste album Ramsey Lewis and the Gentlemen of Swing kwam in 1956 uit. In 1958 werkten Lewis en zijn trio mee aan het debuutalbum van de vibrafonist Lem Winchester. Ramsey Lewis werd in 1965 internationaal bekend door zijn album The In Crowd, dat zich plaatste in de pophitlijst op positie 2 en hem in 1966 een Grammy Award als «Best Jazz Performance Small Group» opleverde. Vervolgens richtte hij zich meer op de pop- en rhythm-and-blues-muziek. Bekend uit deze periode zijn ook Wade in the Water, Hold it right there (Grammy in 1967 voor «The Best rhythm-and-bluesband») en radio-evergreens als Hang On Sloopy (Grammy in 1974 voor «Best rhythm-and-blues-instrumental») en het stilistisch breed aangelegde Another Voyage.
Sinds 1999 voltrok zich een veranderende muzikale uitlijning. In het album Appassionata verwerkte hij klassieke thema's in de Ramsey Lewis-Swing. Verder leverde hij bijdragen voor de drie projecten Urban Knights en de duo's Simple Pleasures en Meant To Be met de zangeres Nancy Wilson van het label Narada Jazz. Voor het eerste kreeg hij de NAACP-Image Award in de categorie «Outstanding Jazz Artist». Op Time Flies geeft Lewis een overzicht over zijn muzikale wereld, van rhythm-and-blues via jazz tot de wortels van de gospelmuziek, de klassieke training uit zijn jeugd. In 2005 verscheen zijn gospel-bezield album With one Voice.
Daarnaast was en is Ramsey Lewis ook een bekende radiopresentator, eerst bij de smooth jazz-zender WNUA uit Chicago met zijn show Legends of Jazz, waarin hij vanaf 1990 beroemde jazzmuzikanten ook voorstelde in interviews en liveopnamen. Het programma was te horen in 60 steden in de Verenigde Staten en werd door hem voortgezet bij de zender WTTW. Sinds 2006 presenteerde hij ook de Ramsey Lewis Morning Show bij het Smooth Jazz Network. Hij was tevens actief in de bevordering van talenten, zoals met een eigen stichting, die bedreigde jongeren de muziek nader bijbrengt en tijdens het Ravinia Jazz Festival in Highland Park. 
Voor 2007 kreeg hij de NEA Jazz Masters Fellowship.

## Het Ramsey Lewis Trio
In 1966 verlieten Holt en Young het trio om een eigen band te formeren. Lewis verving ze door Cleveland Eaton (bas) en Maurice White (drums). White alweer werd in 1970 vervangen door Maurice Jennings. Tijdens de jaren 1970 werd het trio ook nu en dan aangevuld met een toetsenist. In 1979 kwam gitarist Henry Johnson bij de band, tot 1983. Sinds vele jaren zijn Larry Gray (bas, cello) en Leon Joyce jr. (drums) zijn begeleiders.
- Bibsys: 5066262
- Bibliothèque nationale de France: cb13931165v (data)
- CiNii: DA09340937
- Gemeinsame Normdatei: 134444450
- International Standard Name Identifier: 0000 0001 1494 4924
- Library of Congress Control Number: n83127087
- MusicBrainz: fe19b809-e86c-4736-882a-53b72e23171b
- Nationale Bibliotheek van Tsjechië: ola2002159301
- Nationale Bibliotheek van Israël: 987007411932805171
- Nederlandse Thesaurus van Auteursnamen: 099097486
- Réseau des bibliothèques de Suisse occidentale: 02-A014218514
- Istituto Centrale per il Catalogo Unico: LO1V268388
- SNAC: w61d47vw
- Système universitaire de documentation: 157035344
- Virtual International Authority File: 84975143
- WorldCat: E39PBJhxrwKkR7Tk3Pk4Xpm8G3